# Doddaharohalli, Shrirangapattana
Doddaharohalli là một làng thuộc tehsil Shrirangapattana, huyện Mandya, bang Karnataka, Ấn Độ.